# Torre de Sanitja
La torre de Sanitja és una torre costanera de defensa construïda en el tombant del segle xviii i XIX pels anglesos. La torre, que és un Bé d'Interès Cultural, defensava la cala, el port de Sanitja, que en l'antiguitat clàssica (segles I-III) va ser un port de certa rellevància: Sanisera. La torre va ser construïda en els anys 1800-1802 per enginyers britànics.
Es va construir amb morter de pedra amb fileres verticals de carreus de reforç. Tenia tres plantes, amb accés a la planta del mig. Posteriorment es va obrir una porta a la planta baixa que dona accés a un espai octogonal de tres habitacions cobertes per dues voltes de canó, que s'usaven com a magatzem de pólvora, recanvis i material divers.
En ser una torre considerada petita, no tenia escala interior que comuniqués els diferents pisos, que estaven separats per trapes i a través de la xemeneia. El terrat superior estava rodejat per un parapet delimitat per dos cordons de pedra: en ells 'hi muntava l'artilleria. Degut al gran deteriorament causat pel pas dels anys, la torre està parcialment derruïda i no es pot visitar per dins.
L'any 2016, la formació política Entesa des Mercadal i Fornells va presentar un moció perquè el consistori instés al Ministeri de Medi Ambient a restaurar la torre. Cinc anys més tard es va restaurar la torre amb 248.773 € provinents del fons de l'impost de turisme sostenible.